# Tereticus alluaudi
Tereticus alluaudi är en skalbaggsart som beskrevs av Auguste Lameere 1912. Tereticus alluaudi ingår i släktet Tereticus och familjen långhorningar.
Artens utbredningsområde är Madagaskar. Inga underarter finns listade i Catalogue of Life.